# Bruno Kneubühler

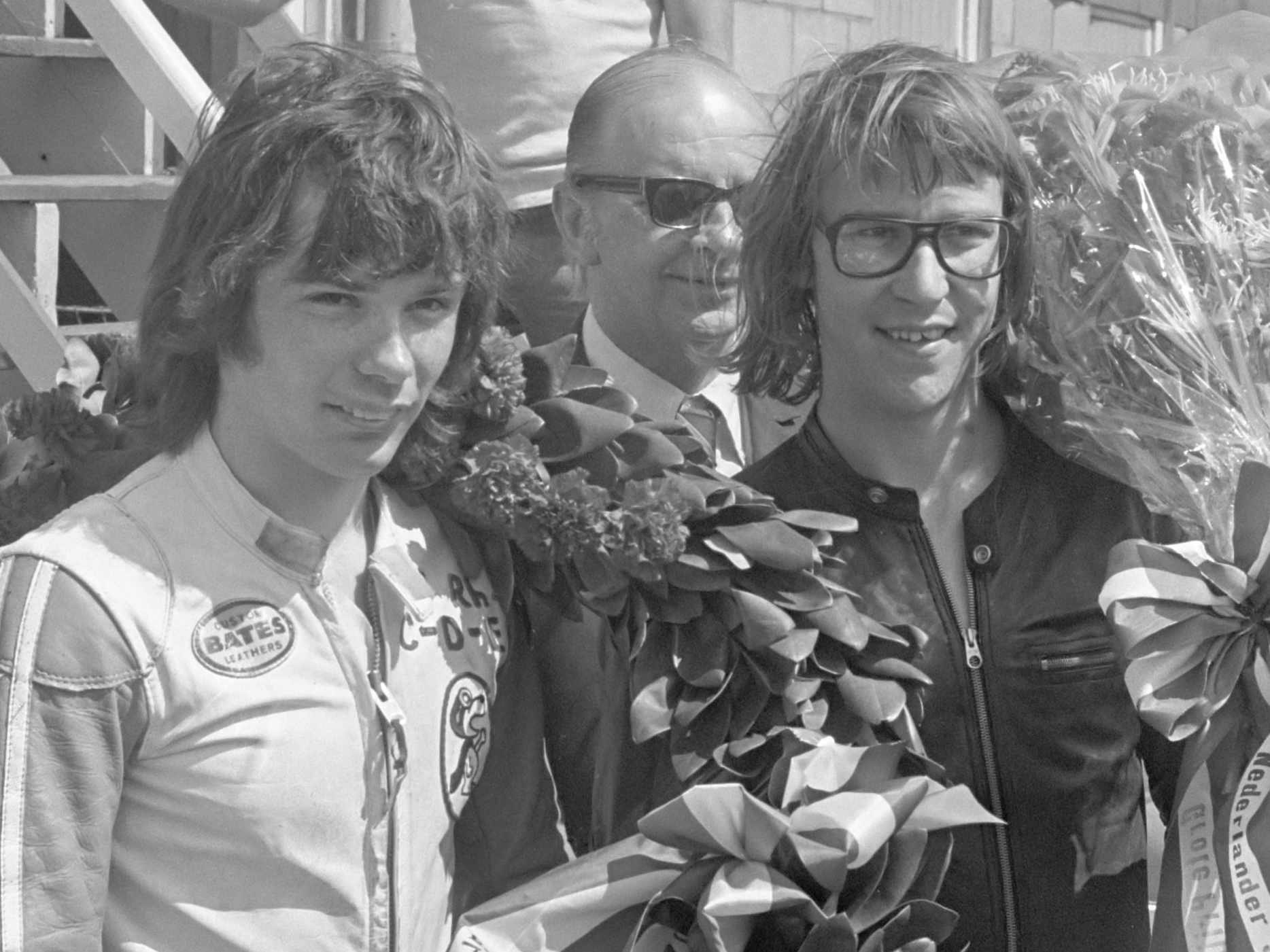
Bruno Kneubühler (till vänster) och Theo Timmer 1973.

Bruno Kneubühler, född den 3 december 1946 är en schweizisk f.d. roadracingförare.

## Roadracingkarriär
Kneubühler hade en riktigt lång karriär, och hans tredjeplats i 500GP kom redan 1972, men han körde ända fram till 1989. Han körde mot slutet av karriären i de allra minsta klasserna, och är en av få som deltagit i minst fyra VM-klasser.

## Statistik

### Segrar 350GP
| Nr | Grand Prix | År   |
| -- | ---------- | ---- |
| 1  | Spanien    | 1972 |

### Segrar 125GP
| Nr | Grand Prix  | År   |
| -- | ----------- | ---- |
| 1  | Holland     | 1974 |
| 2  | Jugoslavien | 1983 |
| 3  | Sverige     | 1983 |

### Segrar 50GP
| Nr | Grand Prix | År   |
| -- | ---------- | ---- |
| 1  | Holland    | 1973 |